# 부연동길
부연동길(Buyeondong-gil)은 강원특별자치도 강릉시 연곡면 삼산리와 양양군 현북면 어성전1교 북단을 잇는 강원특별자치도의 도로이다. 도로의 명칭은 부연동이라는 마을을 지나기 때문에 붙여졌는데, 부연동이라는 명칭은 부연천 가운데 가마처럼 생긴 소가 있어 가마소 또는 부연동이라고 칭한데서 유래하였다.
이 도로는 2001년 8월 25일 국도 제59호선이 신설되면서 국도로 승격된 길이다. 이 도로를 주변에 부연동, 어성전리 등 피서객이 대거 몰리는 휴양지가 있어 이 휴양지로 가기 위한 필수 도로로 이용되고 있다. 하지만 대부분 구간이 비포장 흙길로 구성되어 있어 차량 교행 뿐만아니라 통행조차도 어려운 산길이다. 포장이 되어 있지 않기 때문에 도로 곳곳으로 토사와 돌멩이가 흘러내리고 있을 뿐만 아니라 낙석 방지용 시설물과 추락 방지용 안전시설물도 부족해 차량 통행시 위험하며, 겨울에는 제설도 제대로 이뤄지지 않고 있다. 이 때문에 부연동 일대 주민들과 어성전리 일대 주민들은 지속적으로 안전을 위해 이 도로에 최소한의 포장이라도 해줄 것을 요구하고 있다. 한편 국토교통부에서는 제4차 국도·국지도 건설 5개년 계획에 의해 이 도로를 개선할 계획이 있다고 밝히긴 했지만 실현 유무는 미지수다. 2021년 6월, 국토교통부에서는 이 도로를 개선하는 사업을 2022년 착공하여 2028년까지는 완공한다는 계획이 있다.

## 역사
- 2009년 8월 7일 : 2개 이상 시·도에 걸쳐 있는 도로로 부연동길을 고시[3]

## 주요 경유지
강원특별자치도
- 강릉시 연곡면 - 양양군 현북면

## 노선
전 구간 국도 제59호선에 속하기 때문에 별도 표기는 생략한다.
| 이름                          | 접속 노선               | 소재지    | 소재지                   | 비고        |
| ----------------------------- | ----------------------- | --------- | ------------------------ | ----------- |
| 부연동삼거리                  | 국도 제6호선 (진고개로) | 강릉시    | 연곡면                   | 비포장 구간 |
| 전후치 부연1교 삼산교 부연2교 |                         | 강릉시    | 연곡면                   | 비포장 구간 |
| 바두재                        |                         | 강릉시    | 연곡면                   | 비포장 구간 |
| 양양군                        | 현북면                  |           |                          | 비포장 구간 |
| 양양군                        | 현북면                  | 고적치    |                          | 비포장 구간 |
| 양양군                        | 현북면                  | 어성전1교 | 국도 제59호선 (어성전길) | 비포장 구간 |

## 주요 건물 및 시설
- 신왕초등학교 부연분교(폐교) (강원특별자치도 강릉시 연곡면 부연동길 719)